# 교토상 첨단기술부문 수상자 목록
다음은 교토상 첨단기술부문 수상자 목록이다.
| 연도 | 수상자                              | 국적                                | 분야                                |
| 1985 | 루돌프 에밀 칼만                    | 헝가리, 미국                        | 전자                                |
| 1986 | 니콜 마르트 르 두아랭               | 프랑스                              | 생명공학 및 의료기술                |
| 1987 | 모리스 코헨                         | 미국                                | 재료과학 및 공학                    |
| 1988 | 존 매카시                           | 미국                                | 정보과학                            |
| 1989 | 아모스 조엘 주니어                  | 미국                                | 전자                                |
| 1990 | 시드니 브래너                       | 영국                                | 생명공학 및 의료기술                |
| 1991 | 마이클 슈바르크                     | 미국                                | 재료과학 및 공학                    |
| 1992 | 모리스 윌크스                       | 영국                                | 정보과학                            |
| 1993 | 잭 킬비                             | 미국                                | 전자                                |
| 1994 | 폴 라우터버                         | 미국                                | 생명공학 및 의료기술                |
| 1995 | 조지 그레이                         | 영국                                | 재료과학 및 공학                    |
| 1996 | 도널드 커누스                       | 미국                                | 정보과학                            |
| 1997 | 스탠리 메이저                       | 미국                                | 전자                                |
| 1997 | 마시안 에드워드 호프 주니어         | 미국                                | 전자                                |
| 1997 | 페데리코 파긴                       | 이탈리아                            | 전자                                |
| 1997 | 시마 마사토시                       | 일본                                | 전자                                |
| 1998 | 쿠르트 뷔트리히                     | 스위스                              | 생명공학 및 의료기술                |
| 1999 | 데이비드 킹거리                     | 미국                                | 재료과학 및 공학                    |
| 2000 | 토니 호어                           | 영국                                | 정보과학                            |
| 2001 | 모튼 패니쉬                         | 미국                                | 전자                                |
| 2001 | 하야시 이즈오                       | 일본                                | 전자                                |
| 2001 | 조레스 알표로프                     | 러시아                              | 전자                                |
| 2002 | 리로이 에드워드 후드                | 미국                                | 생명공학 및 의료기술                |
| 2003 | 조지 화이트사이드                   | 미국                                | 재료과학 및 공학                    |
| 2004 | 앨런 케이                           | 미국                                | 정보과학                            |
| 2005 | 조지 하일마이어                     | 미국                                | 전자                                |
| 2006 | 레너드 헤르젠버그                   | 미국                                | 생명공학 및 의료기술                |
| 2007 | 이노구치 히로오                     | 일본                                | 재료과학 및 공학                    |
| 2008 | 리처드 M. 카프                      | 미국                                | 정보과학                            |
| 2009 | 아카사키 이사무                     | 일본                                | 전자                                |
| 2010 | 야마나카 신야                       | 일본                                | 생명공학 및 의료기술                |
| 2011 | 존 베르너 칸                        | 미국                                | 재료과학 및 공학                    |
| 2012 | 아이번 서덜랜드                     | 미국                                | 정보과학                            |
| 2013 | 로버트 데나드                       | 미국                                | 전자                                |
| 2014 | 로버트 랭거                         | 미국                                | 생명공학 및 의료기술                |
| 2015 | 구니타케 토요키                     | 일본                                | 재료과학 및 공학                    |
| 2016 | 가나데 다케오                       | 일본                                | 정보과학                            |
| 2017 | 미무라 다케시                       | 일본                                | 전자                                |
| 2018 | 카를 다이세로트                     | 미국                                | 생명공학 및 의료기술                |
| 2019 | 칭완탕                              | 홍콩                                | 재료과학 및 공학                    |
| 2020 | 코로나 바이러스 여파로 수상자 없음. | 코로나 바이러스 여파로 수상자 없음. | 코로나 바이러스 여파로 수상자 없음. |
| 2021 | 앤드루 야오                         | 중국, 미국                          | 정보과학                            |
| 2022 | 카버 미드                           | 미국                                | 전자                                |
| 2023 | 야나기마치 류조                     | 미국                                | 생명공학 및 의료기술                |